# Eddie Cibrian
Edward Bryant „Eddie” Cibrian (ur. 18 czerwca 1973 w Burbank) – amerykański aktor pochodzenia kubańskiego.

## Życiorys

### Wczesne lata
Urodził się w Burbank w Kalifornii jako jedyne dziecko Kubańczyków - kierowniczki biura Hortensii (z domu Balaguer) i bankiera Carlosa Cibriana. Dorastał w San Fernando Valley, w miejskiej dolinie Los Angeles. W wieku trzynastu lat uczęszczał do klasy o profilu aktorskim. Od 1985 roku przez kolejne dwa lata występował w siedmiu reklamach, m.in. Coca-Coli. Ukończył Montclair High School w Montclair w Kalifornii, gdzie grał w szkolnej drużynie futbolu amerykańskiego. Studiował na wydziale ekonomii na Uniwersytecie Kalifornijskim w Los Angeles.

### Kariera
Po debiutanckim występie na szklanym ekranie w sitcomie NBC Byle do dzwonka: Lata uczelni (Saved by the Bell: The College Years, 1993) z Tiffani Thiessen i Mario Lópezem, pojawił się w operze mydlanej CBS Żar młodości (The Young and the Restless, 1994-96) w roli Matta Clarka, operze mydlanej Aarona Spellinga Beverly Hills 90210 (1996) jako Casey Watkins oraz serialu Słoneczny Patrol nocą (Baywatch Nights, 1996-97) w roli Griffa Walkera. Zastąpił Ashleya Hamiltona w roli Cole’a Deschanela w operze mydlanej NBC Sunset Beach (1997-99), a jego kreacja była dwukrotnie nominowana do nagrody Soap Opera Digest.
Debiutował na dużym ekranie rolą erotycznego masażysty w komedii romantycznej Richarda LaGravenese Pełnia życia (Living Out Loud, 1998) u boku Holly Hunter, Danny’ego DeVito, Eliasa Koteasa i Queen Latifah. W telewizyjnym dramacie sensacyjnym CBS Hitman – Cena zemsty/Wojna Logana: Kwestia honoru (Logan's War: Bound by Honor, 1998) na podstawie scenariusza Chucka Norrisa wystąpił jako mistrz sztuk walki wschodu mszczący się za brutalne morderstwo siostry i rodziców. W przebojowej komedii romantycznej Cheerleaderka (But I'm a Cheerleader, 1999) pojawił się w roli homoseksualisty Rocka Browna. Za rolę strażaka Jimmy’ego Doherty w serialu CBS Brygada ratunkowa (Third Watch, 1999–2005) otrzymał dwukrotnie nominację do nagrody ALMA (American Latino Media Arts). Zagrał biblijną postać Józefa w telefilmie NBC/Hallmark U Zarania (In the Beginning, 2000) z udziałem Jacqueline Bisset, Martina Landau i Omara Sharifa. Wystąpił także gościnnie w serialach: CBS Zabójcze umysły (Criminal Minds, 2007) jako Joe Smith, ABC Seks, kasa i kłopoty (Dirty Sexy Money, 2007) w roli Sebastiana Fleeta i ABC Brzydula Betty (Ugly Betty, 2008) jako Coach Diaz.

## Życie prywatne
Spotykał się z Julianne Morris. 12 maja 2001 roku poślubił Brandi Glanville, z którą ma dwóch synów: Masona (ur. 2003) i Jake’a (ur. 2003). Para rozstała się jednak w lipcu 2009 r. po miesiącach spekulacji na temat romansu Eddiego z partnerką z filmu pt. „Zorza polarna” (Northern lights) LeAnn Rimes, która od siedmiu lat była w związku małżeńskim z tancerzem Deanem Sheremet. Lee-Ann Rimes rozwiodła się z Deanem 19 czerwca 2010, a Eddie rozwiódł się dnia 30 września 2010. Dnia 27 grudnia 2010 ogłoszono oficjalne zaręczyny pary. Dnia 22 kwietnia 2011 Eddie i Lee-Ann pobrali się w ich prywatnej posiadłości w Kalifornii.

## Filmografia

### Filmy fabularne
- 1998: Pełnia życia (Living Out Loud) jako masażysta
- 1998: Hitman – Cena zemsty/Wojna Logana: Kwestia honoru (Logan's War: Bound by Honor, TV) jako Logan Fallon
- 1999: Cheerleaderka (But I'm a Cheerleader) jako Rock Brown
- 2000: U Zarania (In the Beginning, TV) jako Józef
- 2001: Powiedz, że to nie tak (Say It Isn’t So) jako Jack Mitchelson
- 2003: Uliczny adwokat (The Street Lawyer) jako Michael Brock
- 2005: Jaskinia (The Cave) jako Tyler McAllister
- 2009: Nierozerwalna więź (Not Easily Broken) jako Brock Houseman
- 2009: Zorza polarna (Northern Lights, TV) jako Nate Burns
- 2010: Cudotwórca (Healing Hands/Working Miracles, TV) jako Buddy Hoyt
- 2012: Dobre uczynki (Good Deeds) jako John
- 2013: Czas na przyjaźń (The Best Man Holiday) jako Brian McDonald
- 2013: Playing Father jako Clay Allen
- 2013: Notes From Dad (TV) jako Clay Allen
- 2014: Tyler Perry’s The Single Moms Club jako Santos

### Seriale TV
- 1993: Byle do dzwonka: Lata uczelni (Saved by the Bell: The College Years) jako Janitor
- 1994-96: Żar młodości (The Young and the Restless) jako Matt Clark
- 1996: Sabrina, nastoletnia czarownica (Sabrina, the Teenage Witch) jako Darryl
- 1996: Beverly Hills 90210 jako Casey Watkins
- 1996-97: Słoneczny Patrol nocą (Baywatch Nights) jako Griff Walker
- 1997-99: Sunset Beach jak Cole Deschanel/Cole St.John
- 1999–2005: Brygada ratunkowa (Third Watch) jako Jimmy Doherty
- 2001: Rodzinny album (Citizen Baines) jako Curtis Daniel
- 2005: Tilt jako Edward „Eddie” Towne
- 2005−2006: Inwazja (Invasion) jako Russell Varon
- 2006: Zaginiona (Vanished) jako agent Daniel Lucas
- 2007: Seks, kasa i kłopoty (Dirty Sexy Money) jako Sebastian Fleet
- 2007: Football Wives jako Jason Austin
- 2007: Zabójcze umysły (Criminal Minds) jako Joe Smith
- 2007: Kim jest Samantha? (Samantha Who?) jako Kevin
- 2008: Życie po falstarcie (The Starter Wife) jako detektyw Eddie La Roche
- 2008: Brzydula Betty (Ugly Betty) jako Coach Diaz
- 2009: Washington Field jako SA Tommy Diaz
- 2009–2010: CSI: Kryminalne zagadki Miami (CSI: Miami) jako Jesse Cardoza
- 2010: Chase jako łowca nagród Ben Crowley
- 2011: The Playboy Club jako Nick Dalton
- 2012: Partnerki (Rizzoli & Isles) jako Dennis Rockmond
- 2012: Tyler Perry’s For Better or Worse jako Chris
- 2012: Rozpalić Cleveland (Hot in Cleveland) jako strażak Sean
- 2014: LeAnn & Eddie jako Eddie Cibrian
- 2015: Dzidzitata (Baby Daddy) jako Ross